# Konstytucja Norwegii

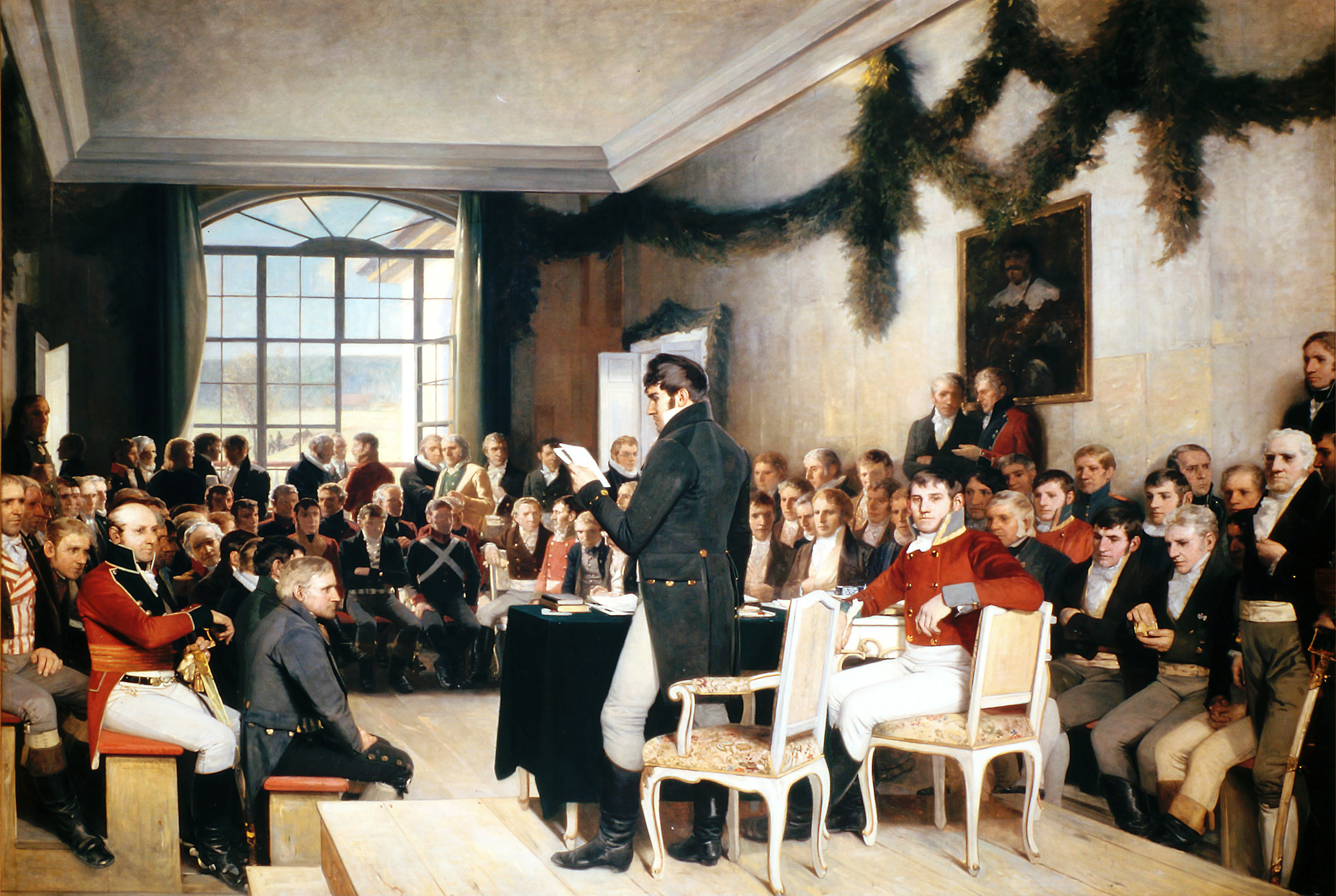
Zgromadzenie Konstytucyjne w Eidsvoll, 1814

Konstytucja Norwegii, konstytucja eidsvollska – ustawa zasadnicza Królestwa Norwegii, uchwalona przez Zgromadzenie Konstytucyjne krótkotrwałego, niezależnego Królestwa Norwegii w dniu 16 maja 1814 w miejscowości Eidsvoll, a podpisana 17 maja 1814. Po zawarciu unii personalnej ze Szwecją (1814–1905), została uznana przez króla Karola XIII. Obowiązuje do dziś, jednakże była wielokrotnie zmieniana (ostatnia zmiana z 19 czerwca 1992).

## Geneza
Inspiracją dla stworzenia konstytucji Norwegii była Deklaracja niepodległości Stanów Zjednoczonych z 1776. Ponadto opierała się na tradycjach zarówno rewolucji francuskiej, jak i angielskiego systemu parlamentarno-gabinetowego.

## Ogólne postanowienia (uwzględniające zmiany konstytucji)
- Konstytucja proklamowała niepodległość Norwegii jako monarchii konstytucyjnej, a nie jak dotąd monarchii absolutnej.
- Wprowadziła wolność praktyk religijnych.
- Ustanowiła religię ewangelicko-augsburską religią państwową.
  - Zakazywała wjazdu na teren Królestwa jezuitom, członkom zakonów mniszych oraz Żydom, z czasem ten zakaz łagodzono, a w roku 1956 całkowicie usunięto[1].
- Ustaliła, że król powinien wyznawać religię ewangelicko-augsburską.
- Wprowadziła trójpodział władz:
  - Władza ustawodawcza: parlament – Storting (dzieli się na dwie części: Lagting i Odelsting); do zadań Stortingu należy: uchwalanie ustaw, podatków, opłat, ceł i innych należności publicznych, uchwalanie budżetu, przyjmowanie informacji o umowach i traktatach, które Król w imieniu państwa zawarł z innymi państwami.
  - Władza wykonawcza: Król, Rada Państwa oraz Rząd;
    - Król jest nieodpowiedzialny konstytucyjnie i politycznie (odpowiedzialność ponosi Rada Państwa). Wszystkie decyzje Króla dla swej ważności wymagają kontrasygnaty Premiera lub podczas jego nieobecności najstarszego rangą członka Rady Państwa. Sukcesja tronu następuje tylko w linii prostej (początkowo tylko mężczyźni, później także kobiety, jednakże mężczyźni mają pierwszeństwo), a objęcie tronu następuje po osiągnięciu pełnoletniości (18 lat). Król powołuje premiera oraz pozostałych członków Rady Państwa, jak i wszystkich najważniejszych urzędników w państwie (cywilnych, kościelnych i wojskowych). Może przedstawić rządowi projekt ustawy. Król egzekwuje  podatki i opłaty ustalone przez Storting. Król w Radzie Państwa ma prawo łaski. Król jest naczelnym dowódcą sił lądowych i morskich Królestwa. Król zarządza powszechną mobilizację, wypowiada wojnę i zawiera pokój, a także zawiera i wypowiada umowy międzynarodowe oraz wysyła i przyjmuje przedstawicieli dyplomatycznych. Nadaje według swojego uznania ordery i odznaczenia.
    - Rada Państwa: W skład Rady wchodzi premier oraz co najmniej siedmiu członków (wszyscy są powoływani przez Króla). Rada opiniuje wnioski o mianowanie wszystkich wyższych urzędników cywilnych, kościelnych i wojskowych. Premier i pozostali członkowie Rady Państwa, jak i sekretarze stanu, mogą być odwołani przez Króla bez uzyskania orzeczenia sądowego, ale konieczne jest zasięgnięcie opinii Rady Państwa. Członkowie Rady Państwa mogą być pociągnięci przez Odelsting do odpowiedzialności przed Trybunałem Królestwa, za przestępstwa karne popełnione w czasie sprawowania urzędu.

  - Władza sądownicza: niezależne sądy.
    - Trybunał Królestwa – sądzi w pierwszej i ostatniej instancji w sprawach, które Odelsting wnosi przeciwko członkom Rady Państwa, Sądu Najwyższego lub członkom Stortingu za przestępstwa karalne, które mogli popełnić podczas sprawowania urzędu. Sędziami Trybunału Królestwa są stali członkowie Lagtingu i powołani na stałe sędziowie Sądu Najwyższego. Przewodniczącym trybunału jest prezydent Lagtingu.
    - Sąd Najwyższy – orzeka w ostatniej instancji, a od jego orzeczeń nie ma apelacji. W jego skład wchodzą przewodniczący i co najmniej czterech innych członków. Sędzią Sądu Najwyższego można zostać dopiero po ukończeniu 30 lat.

- Wprowadzała wolność słowa i wolność druku.
- Wprowadzała powszechną obowiązkową służbę wojskową.
- Ustanawiała zakaz nadawania dziedzicznych tytułów i przywilejów.
- Zapewniała wszystkim obywatelom prawo do środowiska naturalnego i korzystania z bogactw naturalnych.